# Fondo mondiale per l'ambiente
Il Fondo mondiale per l'ambiente (Global Environment Facility, GEF) è un'organizzazione che gestisce i finanziamenti per la protezione ambientale a sostegno di progetti legati alla biodiversità, alla lotta contro gli effetti del riscaldamento globale, contro l'inquinamento delle acque, contro il degrado del suolo, per la protezione dell'ozonosfera e per il contrasto agli inquinanti organici persistenti.
Il Fondo mondiale per l'ambiente lavora in collaborazione con organizzazioni internazionali, organizzazioni non governative e privati che affrontano i problemi ambientali a livello globale. Sostiene anche le iniziative di sviluppo sostenibile.

## Storia
Gli scienziati negli anni '80 del XX secolo scoprirono che i prodotti chimici artificiali, come i clorofluorocarburi, erano responsabili del buco dell'ozono in atmosfera e che era in atto il cambiamento climatico con il rischio di estinzioni di massa. Poiché la protezione dell'ambiente avrebbe comportato dei costi insostenibili per i paesi in via di sviluppo e per i paesi meno sviluppati, nel settembre del 1989 i governi di Francia e Germania proposero che la Banca Mondiale si dotasse di fondi aggiuntivi destinati alle problematiche ambientali.
Nel novembre del 1990 le delegazioni di 27 paesi si incontrarono a Parigi per approvare un progetto "pilota", della durata triennale, che prevedeva la collaborazione di tre organizzazioni attuatrici (Programma delle Nazioni Unite per lo sviluppo, Programma delle Nazioni Unite per l'ambiente e Banca Mondiale), volta a finanziare esclusivamente la protezione globale dell'ambiente. La sottoscrizione dell'accordo è avvenuta il 28 ottobre 1991 con una dotazione di circa 1 miliardo di dollari.
Nel 1992, il Summit della Terra di Rio de Janeiro, stabilì che il GEF avrebbe agito come meccanismo finanziario delle due convenzioni ambientali stabilite in quella sede: la Convenzione sulla diversità biologica e la Convenzione quadro delle Nazioni Unite sui cambiamenti climatici.
Nel 1994, il GEF è stato riorganizzato in modo autonomo fuori dal sistema della Banca Mondiale per diventare un'organizzazione permanente separata, rafforzando il coinvolgimento dei paesi in via di sviluppo nel processo decisionale e nell'attuazione dei progetti, mentre la Banca Mondiale assumeva il ruolo di fiduciaria del GEF Trust Fund mantenendo i servizi amministrativi. Contestualmente, GEF otteneva un rifinanziamento di 2 miliardi di dollari per il periodo 1994-1998 (GEF-1).
Il 24 marzo 1998 le delegazioni di 36 paesi hanno sottoscritto il secondo rifinanziamento (GEF-2) di 2,75 miliardi di dollari per il periodo 1998-2002. Il Consiglio del GEF – 14-16 ottobre 1998 – confermava le collaborazioni in corso, inclusa la Società finanziaria internazionale (IFC), e apriva a nuove collaborazioni.
Nell'anno fiscale 1998, in collaborazione con il Protocollo di Montréal relativo a sostanze che riducono lo strato di ozono, il GEF ha iniziato a finanziare progetti che avrebbero consentito alla Federazione Russa e a 12 paesi dell'Europa orientale e dell'Asia centrale di eliminare gradualmente l'uso di sostanze chimiche che danneggiano l'ozono in atmosfera.
Il 22-23 maggio 2001, con la sottoscrizione della Convenzione di Stoccolma sugli inquinanti organici persistenti, il GEF è stato indicato come «principale soggetto incaricato per le operazioni del meccanismo finanziario».
Il 6-7 agosto 2002 è stato deciso il terzo rifinanziamento (GEF-3) di 3 miliardi di dollari per il periodo 2002-2006.
La terza assemblea del GEF, riunita a Città del Capo il 29-30 agosto 2006, ha deciso il quarto rifinanziamento (GEF-4) di 3,135 miliardi di dollari per il periodo 2006-2010.
Nel 2006 GEF e Convenzione contro la desertificazione hanno raggiunto un accordo di collaborazione per finanziamenti destinati alla gestione sostenibile del suolo.
La quarta assemblea del GEF, riunita a Punta del Este il 25-26 maggio 2010, ha deciso il quinto rifinanziamento (GEF-5) di 4,25 miliardi di dollari per il periodo 2010-2014.
Nel 2013 GEF ha fornito i primi fondi alla neocostituita Convenzione di Minamata sul mercurio nel periodo ad interim, prima che la stessa divenisse operativa.
La quinta assemblea del GEF, riunita a Cancún il 28-29 maggio 2014, ha deciso il sesto rifinanziamento (GEF-6) di 4,433 miliardi di dollari per il periodo 2014-2018.
Nel novembre del 2014, i rappresentanti del GEF hanno partecipato al 6º congresso dell'Unione internazionale per la conservazione della natura, tenuto a Sydney, dichiarandosi disponibili a finanziare le aree protette.
All'11ª sessione del Forum delle Nazioni Unite sulle foreste (UNFF), nel 2015, GEF ha presentato un rapporto per informare del sostegno finanziario per la gestione delle foreste.
Nel periodo 2014-2018 GEF, in adesione alla Convenzione di Minamata, ha sostenuto progetti relativi al mercurio per 141 milioni di dollari.
Nel 2015 il Segretariato del GEF ha pubblicato GEF2020. Strategy for the GEF sul ruolo del Fondo a sostegno dello sviluppo sostenibile negli anni 2020.
La sesta assemblea del GEF, riunita a Da Nang il 27-28 giugno 2018, ha deciso il settimo rifinanziamento (GEF-7) di 4,1 miliardi di dollari per il periodo 2018-2022.

Nel 2021 GEF ha partecipato alla COP26 di Glasgow in collaborazione con il Fondo verde per il clima (GCF).
I lavori di preparazione dell'ottavo rifinanziamento (GEF-8) sono iniziati su richiesta del 59º Consiglio, avvenuto in streaming il 7-11 dicembre 2020. L'approvazione definitiva avverrà con la settima assemblea, inizialmente prevista nel maggio 2022, convocata per il 22-26 agosto 2023.

## Struttura

### Assemblea
L'Assemblea del GEF è composta dai 184 paesi partecipanti. Si riunisce ogni quattro anni a livello ministeriale per esaminare le politiche generali; esaminare e valutare il funzionamento del Fondo sulla base delle relazioni presentate dal Consiglio; esaminare la partecipazione al Fondo; approvare gli emendamenti allo Strumento per la costituzione del Fondo mondiale per l'ambiente ristrutturato sulla base delle raccomandazioni del Consiglio; deliberare il rifinanziamento quadriennale del Fondo.
Le assemblee del Fondo mondiale per l'ambiente:
| N. | Stato ospitante | Città ospitante | Data               | Note   |
| -- | --------------- | --------------- | ------------------ | ------ |
| 1  | India           | Nuova Delhi     | 1-3 aprile 1998    | [ 26 ] |
| 2  | Cina            | Pechino         | 16-18 ottobre 2002 | [ 27 ] |
| 3  | Sudafrica       | Città del Capo  | 29-30 agosto 2006  | [ 28 ] |
| 4  | Uruguay         | Punta del Este  | 25-26 maggio 2010  | [ 29 ] |
| 5  | Messico         | Cancún          | 28-29 maggio 2014  | [ 30 ] |
| 6  | Vietnam         | Da Nang         | 27-28 giugno 2018  | [ 31 ] |
| 7  | Canada          | Vancouver       | 22-26 agosto 2023  | [ 23 ] |

### Consiglio
Il Consiglio è il principale organo di governo del GEF, è costituito da 32 componenti nominati dai paesi membri partecipanti (14 dei paesi sviluppati, 16 dei paesi in via di sviluppo e 2 delle economie di transizione). I membri del Consiglio ruotano ogni tre anni o fino a quando il collegio elettorale non nomina un nuovo membro. Il Consiglio, che si riunisce due volte l'anno, sviluppa, adotta e valuta le politiche e i programmi operativi per le attività finanziate dal GEF. Inoltre esamina e approva il programma di lavoro (progetti sottoposti all'approvazione), prendendo decisioni all'unanimità.

### Segretariato
Il Segretariato, che coordina l'attuazione complessiva delle attività del GEF, è guidato da un presidente-amministratore delegato, nominato dal Consiglio per un periodo di quattro anni, rinnovabile. Il Segretariato esegue le decisioni dell'Assemblea e del Consiglio. Tra le altre responsabilità, coordina e supervisiona i programmi; assicura che le politiche siano attuate in consultazione con le Agenzie del GEF; presiede le riunioni per garantire un'efficace collaborazione tra le Agenzie del GEF; coordina i Segretariati delle Convenzioni.

### Banca Mondiale
La Banca mondiale funge da fiduciaria del GEF, amministrando il GEF Trust Fund, formato dai contributi dei donatori. Tra le sue responsabilità, aiuta a mobilitare risorse per il Fondo fiduciario; eroga fondi alle Agenzie del GEF; predispone relazioni finanziarie sugli investimenti e sull'utilizzo delle risorse; controlla l'applicazione dei fondi di bilancio e di progetto. La Banca Mondiale presenta rapporti periodici che contengono una serie di informazioni finanziarie specifiche del Fondo.

### Comitato consultivo tecnico e scientifico
Il Comitato consultivo tecnico e scientifico (STAP) fornisce al GEF consulenza tecnica e scientifica su politiche, strategie operative, programmi e progetti. Il Comitato è composto da sei membri, esperti riconosciuti a livello internazionale nelle principali aree di intervento del GEF, assistiti da una rete di esperti e istituzioni. Inoltre, lo STAP interagisce con altri organismi tecnici e scientifici competenti, in particolare con le organizzazioni convenzionate: Centro per la diversità biologica (CBD), UNFCCC, Convenzione contro la desertificazione (UNCCD) e Convenzione di Stoccolma sugli inquinanti organici persistenti. Il Programma delle Nazioni Unite per l'ambiente (UNEP), che ospita il Segretariato dello STAP, funge da collegamento con il GEF.

### Ufficio di valutazione indipendente
L'Ufficio di valutazione indipendente (IEO), che riferisce direttamente al Consiglio, è guidato da un direttore, nominato dal Consiglio, che coordina una squadra di valutatori specializzati; collabora con il Segretariato e le Agenzie del GEF per condividere le esperienze e per le migliori procedure. L'Ufficio effettua valutazioni indipendenti dell'impatto e dell'efficacia del GEF.

### Commissario per la risoluzione dei conflitti
Il Commissario, che riferisce all'amministratore delegato, lavora direttamente con i paesi membri, le Agenzie del GEF e le parti interessate, per risolvere le controversie e altre questioni rilevanti per l'attività del GEF.

### Agenzie del GEF
Le Agenzie sono il braccio operativo del GEF e lavorano a stretto contatto con i promotori del progetto – organizzazioni governative, organizzazioni della società civile e altre parti interessate – per progettare, sviluppare e attuare progetti e programmi finanziati dal GEF. Le Agenzie del GEF sono 18:
1. Asian Development Bank (ADB)
2. Banca africana di sviluppo (AfDB)
3. Banca europea per la ricostruzione e lo sviluppo (BERS)
4. Organizzazione delle Nazioni Unite per l'alimentazione e l'agricoltura (FAO)
5. Banca Interamericana di Sviluppo (IDB)
6. Fondo internazionale per lo sviluppo agricolo (IFAD)
7. Programma delle Nazioni Unite per lo sviluppo (UNDP)
8. Programma delle Nazioni Unite per l'ambiente (UNEP)
9. Organizzazione delle Nazioni Unite per lo sviluppo industriale (UNIDO)
10. Banca Mondiale
11. Conservation International (CI)
12. Corporación Andina de Fomento (CAF)
13. Banca di sviluppo dell'Africa del Sud (DBSA)
14. Foreign Economic Cooperation Office, Ministry of Environmental Protection of China (FECO)
15. Fundo Brasileiro para a Biodiversidade (FUNBIO)
16. Unione internazionale per la conservazione della natura (IUCN)
17. Banca di sviluppo dell'Africa Occidentale (BOAD)
18. World Wide Fund for Nature (WWF)

## Attività
Il Fondo mondiale per l'ambiente è principalmente concentrato in cinque aree focali: biodiversità, cambiamento climatico, degrado del suolo, acque internazionali, sostanze chimiche e rifiuti. Inoltre il Fondo adotta programmi d'impatto per un approccio integrato a supporto della sostenibilità dei sistemi alimentari, per la gestione delle foreste e per le città.
In 30 anni di attività il Fondo mondiale per l'ambiente ha erogato sovvenzioni per 21,7 miliardi di dollari e mobilitato cofinanziamenti per 119 miliardi in oltre 5 000 progetti.

### Aree focali

#### Biodiversità
Il Fondo fornisce risorse finanziarie ai paesi in via di sviluppo e ai paesi con economie di transizione per attuare la Convenzione sulla diversità biologica. L'obiettivo della strategia del Fondo è mantenere una biodiversità significativa a livello globale.
Per raggiungere questo obiettivo, gli investimenti del Fondo si concentrano su tre obiettivi principali:
- biodiversità tradizionale in tutti i settori, sia terresstri che marini;
- affrontare le cause dirette per proteggere gli ecosistemi e le specie;
- sviluppare ulteriormente la politica sulla biodiversità e i quadri istituzionali.

Il sostegno si concentra principalmente su:
- gestire la biodiversità in modo sostenibile nei settori produttivi terrestri e marini e garantire che l'impatto dei settori produttivi sulla biodiversità sia evitato, sostanzialmente ridotto o minimizzato;
- potenziare l'efficacia e la sostenibilità delle aree protette;
- sostenere la completa ed efficace attuazione del Protocollo di Cartagena e del Protocollo di Nagoya;
- migliorare la politica, la pianificazione e la revisione della biodiversità.

#### Cambiamento climatico
Il Fondo mondiale per l'ambiente fa parte del meccanismo finanziario dell'Accordo di Parigi, che ha anche stabilito un percorso per garantire che tutte le azioni sui cambiamenti climatici siano completamente trasparenti con un meccanismo per aiutare i paesi a raggiungere tale obiettivo. La strategia di mitigazione del cambiamento climatico del Fondo, finanziata attraverso il Fondo fiduciario del GEF, sostiene i paesi in via di sviluppo mentre compiono cambiamenti trasformativi verso percorsi di sviluppo a basse emissioni con tre obiettivi fondamentali:
- promuovere l'innovazione e il trasferimento di tecnologia per innovazioni energetiche sostenibili;
- dimostrare le opzioni di mitigazione con impatti sistemici, rafforzando l'interazione e l'integrazione tra la mitigazione del cambiamento climatico e le altre aree focali del Fondo;
- integrare i problemi di mitigazione nelle strategie di sviluppo sostenibile attraverso il continuo sostegno di condizioni abilitanti nei paesi in via di sviluppo.

La strategia di adattamento ai cambiamenti climatici del Fondo, finanziata attraverso il Fondo per i paesi meno sviluppati (Least Developed Countries Fund, LDCF) e il Fondo speciale sui cambiamenti climatici (Special Climate Change Fund, SCCF), mira a sostenere i paesi in via di sviluppo verso un percorso di sviluppo resiliente ai cambiamenti climatici riducendo l'esposizione ai rischi immediati posti dal cambiamento climatico. La strategia di adattamento del Fondo si basa su tre pilastri principali:
- ridurre la vulnerabilità e aumentare la resilienza attraverso l'innovazione e il trasferimento di tecnologia per l'adattamento;
- integrare adattamento e resilienza per l'impatto sistemico;
- promuovere condizioni che consentano un adattamento efficace e integrato.

#### Degrado del suolo
Il Fondo mondiale per l'ambiente riconosce che tutti i terreni produttivi, dalle zone aride dell'Africa e dell'Asia alle praterie subtropicali del Sud America alle foreste temperate in Europa, devono essere gestiti con attenzione e sostenibilità. Gli investimenti del Fondo per arrestare e invertire la desertificazione e la deforestazione coprono un'ampia gamma di settori, dalla produzione agricola e zootecnica alla gestione delle risorse idriche.
Il Fondo è il meccanismo finanziario della Convenzione contro la desertificazione (UNCCD) e ha il mandato di investire nei benefici ambientali globali nelle zone di produzione. La Conferenza delle parti dell'UNCCD riconosce la neutralità del degrado del suolo (LDN) come un concetto che può aiutare le comunità, le imprese e i governi a conciliare la necessità di intensificare la produzione alimentare senza degradare le risorse del suolo. In sostanza, la neutralità del degrado del suolo riguarda la gestione del territorio in modo più sostenibile per ridurre il degrado, aumentando al contempo le percentuali di ripristino del territorio.

#### Acque internazionali
Gli ecosistemi marini e d'acqua dolce sono fondamentali per sostenere la vita sulla terra, sorreggono e collegano gli ecosistemi, la salute umana e i settori economici chiave. Tuttavia devono affrontare minacce senza precedenti: gli ecosistemi oceanici sono sotto pressione a causa del cambiamento climatico, dell'acidificazione, della perdita di habitat, dell'inquinamento, della pesca, della navigazione e dell'estrazione mineraria dei fondali marini. Gli ecosistemi di acqua dolce devono affrontare le minacce dei cambiamenti climatici, dell'urbanizzazione e dell'aumento della domanda di cibo.
Gli ecosistemi marini e d'acqua dolce attraversano spesso i confini nazionali; il più delle volte, diversi Stati condividono falde acquifere sotterranee, laghi, fiumi, zone umide o barriere coralline. A livello globale, più di 300 bacini idrografici e oltre 360 falde acquifere attraversano i confini di due o più Stati. Questi bacini idrografici, che coprono circa la metà della superficie terrestre, ospitano circa il 40% della popolazione mondiale.

#### Chimica e rifiuti
Le sostanze chimiche tossiche si trovano in tutti gli ecosistemi della Terra, compresa l'Antartide e i mari più remoti, e influiscono sulla biodiversità, sulla produzione agricola, sulla qualità dell'acqua e sulla salute umana. Oltre 100 milioni di prodotti chimici e formulazioni chimiche artificiali vengono utilizzati in ogni settore dell'economia. Molte sostanze chimiche, come gli inquinanti organici persistenti e il mercurio, viaggiano su grandi distanze attraverso l'aria, le correnti marine e con le specie migratorie. Alcuni inquinanti possono rimanere nel corpo umano per più di 50 anni, il mercurio è infinitamente persistente.
Se utilizzate in modo improprio o smaltite in modo non sicuro, le sostanze chimiche comportano rischi significativi sia per l'ambiente che per la salute umana: gli scienziati stimano che quasi tutte le persone sul pianeta portano all'interno del proprio corpo un gran numero di contaminanti chimici che hanno un impatto ancora sconosciuto sulla loro salute.
A causa dell'impatto globale sulla salute umana e sull'ambiente, alcune di queste sostanze chimiche sono soggette al diritto internazionale. Tra gli accordi più significativi che riguardano il modo in cui le sostanze chimiche vengono utilizzate sono state sottoscritte la Convenzione di Stoccolma sugli inquinanti organici persistenti, la Convenzione di Minamata sul mercurio e il Protocollo di Montréal per la protezione dello strato di ozono. Nonostante i progressi compiuti nell'ambito di questi accordi, la produzione, l'uso e lo smaltimento di sostanze chimiche sono in rapido aumento nei paesi in via di sviluppo e nei paesi di transizione economica. Questi rapidi cambiamenti aumentano le opportunità economiche, ma devono essere accompagnati da programmi e iniziative potenziati per una gestione sicura dei prodotti chimici e dei rifiuti. Il costo per le economie nazionali dell'esposizione umana e ambientale a sostanze chimiche nocive spesso non è conosciuto ma può essere notevole.
A complicare ulteriormente le cose, nella ricerca di nuovi materiali e sostanze chimiche, i produttori non sempre conducono analisi sufficienti dei potenziali impatti nocivi dei loro prodotti prima che vengano immessi sul mercato, il che spesso provoca danni significativi all'uomo, alle specie domestiche e selvatiche, terrestri e marine, e agli ecosistemi. I neonicotinoidi, ad esempio, che sono gli insetticidi più utilizzati in agricoltura, sono stati collegati all'attuale declino delle popolazioni di api.

### Programmi d'impatto

#### Sicurezza alimentare
Le persone stanno già consumando risorse naturali a un ritmo più veloce di quanto il pianeta possa reintegrarle. Tuttavia, la popolazione mondiale dovrebbe crescere dai 7 miliardi del 2011 a oltre 9 miliardi entro il 2050. Pertanto, la domanda di energia, trasporti, abitazioni e cibo continuerà a crescere. L'agricoltura dovrà soddisfare la crescente domanda di cibo, con un incremento del 70% entro la metà del secolo.
L'impatto del sistema alimentare globale sulla biodiversità, gli ecosistemi e i servizi ecosistemici è schiacciante. Con il 40% delle terre emerse del pianeta (esclusi deserti, ghiacci permanenti e laghi) utilizzato per coltivare cibo, il potenziale di degrado ambientale aumenterà con la continua crescita dell'agricoltura. Allo stesso tempo, quasi 2 miliardi di ettari di terreni coltivati, pascoli, foreste e boschi verranno degradati, con un impatto negativo sui servizi ecosistemici, inclusa la fornitura di acqua dolce, cibo, carburante, fibre, aria e acqua pulite, regolamentazione climatica e habitat.
La sfida globale è trovare modi sostenibili per nutrire una popolazione in crescita. Il mondo ha bisogno di un sistema alimentare più sostenibile, che incorpori la sostenibilità dalla fattoria alla tavola, generi prodotti agricoli senza deforestazione e conversione dell'habitat e ripristinino i terreni e le aree degradate negli ecosistemi naturali.

#### Gestione sostenibile delle foreste
Le foreste sono radicate nella terra, intrinsecamente legate alla salubrità dell'acqua, dell'agricoltura e della biodiversità. A livello locale, forniscono cibo e mezzi di sussistenza per aiutare le comunità circostanti a costruire vite migliori. Con la lavorazione del legno e della cellulosa e la produzione della carta, anche il settore forestale contribuisce enormemente alla salute economica dei paesi. A livello globale, le foreste sane possono aiutare sia con la mitigazione del cambiamento climatico che con l'adattamento climatico. Quando un albero cade, il suono si sente ben oltre i confini della foresta.
Negli ultimi anni, la deforestazione è in calo a causa, in parte, dell'adozione della gestione sostenibile delle foreste (SFM). Il Forum delle Nazioni Unite sulle foreste (UNFF), definisce la «gestione sostenibile delle foreste come un concetto dinamico e in evoluzione che mira a mantenere e migliorare il valore economico, sociale e ambientale di tutti i tipi di foreste, a beneficio delle generazioni presenti e future».
Tra il 2000 e il 2010, circa 13 milioni di ettari di foreste sono stati convertiti in terreni agricoli e per altri usi o persi per cause naturali. La perdita di queste foreste mina la biodiversità, erode e degrada il suolo. Aumenta anche la vulnerabilità delle comunità che dipendono dalle foreste per il cibo e i mezzi di sussistenza.

#### Città sostenibili
Il mondo si sta sempre più urbanizzando e le città nei paesi in via di sviluppo stanno crescendo a un ritmo ancora più elevato. Mentre le città contribuiscono alla crescita economica globale, sono anche fattori di degrado ambientale. Le città consumano l'80% dell'energia globale, sono responsabili del 70% delle emissioni di gas serra, generano enormi quantità di rifiuti e inquinamento e stanno rapidamente invadendo gli habitat naturali. L'espansione urbana incontrollata sta portando a condizioni di vita precarie, rendendo le città altamente vulnerabili ai cambiamenti climatici e minacciando la biodiversità che circonda le città. Entro il 2050 si prevede che fino al 70% della popolazione mondiale vivrà nelle città, il che rende ancora più importante il passaggio a città compatte, a basse emissioni di carbonio, resilienti e inclusive.
Riconoscendo che le città sono fondamentali per il raggiungimento degli obiettivi ambientali e di sostenibilità globali, nel 2016 il Fondo mondiale per l'ambiente ha lanciato il Sustainable Cities Integrated Approach Pilot (IAP) nell'ambito del ciclo GEF-6 (2014-2018), un programma che in fase di attuazione ha supportando 28 città in 11 paesi con soluzioni integrate di sostenibilità urbana, mentre la Global Platform for Sustainable Cities (GPSC) consente di agevolare lo scambio da città a città e la creazione di conoscenze. Basandosi sull'esperienza e sugli insegnamenti tratti da questo progetto pilota, il Sustainable Cities Impact Program (SCIP) nell'ambito del ciclo GEF-7 (2018-2022) porta avanti l'approccio integrato di pianificazione e attuazione urbane con il marchio UrbanShift. Il programma sostiene 23 città in 9 paesi e si concentra su pianificazione urbana integrata, infrastrutture a basse emissioni di carbonio, gestione sostenibile dei rifiuti e soluzioni basate sulla natura per la sostenibilità urbana. UrbanShift riunisce le parti interessate, globali, nazionali e locali, e si impegna con le organizzazioni cittadine e il settore privato per lavorare verso visioni comuni di sostenibilità.
Il programma Città sostenibili del GEF adotta un approccio integrato e sistemico per la sostenibilità urbana. Mira alle barriere sistemiche per promuovere soluzioni di sostenibilità che includono vincoli istituzionali, politici e finanziari, politiche urbane non coordinate, pianificazione dell'uso del suolo, mancanza di conoscenza e capacità tecnica, coinvolgimento limitato delle parti interessate nel processo decisionale. Il programma Città sostenibili adotta un approccio globale per rafforzare la gestione e la pianificazione urbana, sostenere gli investimenti in soluzioni di sostenibilità innovative e incisive, catalizzare finanziamenti innovativi e modelli economici e facilitare le collaborazioni globali per passare dal percorso business as usual alla trasformazione urbana.
Complessivamente, il programma Città sostenibili del GEF coinvolge 51 città in 17 Stati, con 310 milioni di dollari in finanziamenti diretti e una leva finanziaria di cofinanziamento di quasi 4 miliardi di dollari. Il programma mira a ridurre oltre 250 milioni di tonnellate di emissioni di gas serra e supportare la gestione sostenibile di quasi 1 milione di ettari, oltre ai benefici della resilienza climatica e socioeconomici delle comunità vulnerabili.

### Small Grants Programme
Lo Small Grants Programme (Programma piccole sovvenzioni) o SGP, è un programma aziendale del Fondo mondiale per l'ambiente che fornisce sostegno finanziario e tecnico alla società civile locale e alle organizzazioni a base comunitaria per sviluppare e implementare azioni locali innovative che affrontino le questioni ambientali globali, migliorando al contempo i mezzi di sussistenza e riducendo la povertà.
Lanciato nel 1992, lo Small Grants Programme lavora a stretto contatto e integra altri progetti e programmi del GEF, sostenendo 136 Stati sin dal suo inizio. Le analisi condotte dagli uffici di valutazione indipendenti del GEF e del Programma delle Nazioni Unite per lo sviluppo (UNDP) hanno dimostrato che le iniziative guidate dalla società civile possono generare benefici ambientali, sostenendo al contempo mezzi di sussistenza sostenibili, uguaglianza di genere e responsabilizzazione della società civile.
Il Programma fornisce sovvenzioni sino a 50 000 dollari per ogni progetto e sino a 150 000 dollari per ogni progetto strategico. In 30 anni di attività ha fornito 724,91 milioni di dollari a 26 429 progetti in tutto il mondo. Inoltre, oltre 876,94 milioni di dollari sono stati mobilitati come cofinanziamento per progetti basati sulla comunità.

## Convenzioni
Il Fondo mondiale per l'ambiente fornisce finanziamenti per assistere i paesi in via di sviluppo per raggiungere gli obiettivi delle convenzioni ambientali internazionali e funge da "meccanismo finanziario" per cinque convenzioni.

### Meccanismo finanziario
- Convenzione sulla diversità biologica (CBD)
- Convenzione quadro delle Nazioni Unite sui cambiamenti climatici (UNFCCC)
- Convenzione di Stoccolma sugli inquinanti organici persistenti (POPs)
- Convenzione contro la desertificazione (UNCCD)
- Convenzione di Minamata sul mercurio

### Altre convenzioni
- Protocollo di Montréal
- Convenzione internazionale per il controllo e la gestione delle acque di zavorra e dei sedimenti delle navi
- Convenzione delle Nazioni Unite sul diritto del mare (UNCLOS)
- Convenzione internazionale per la prevenzione dell'inquinamento causato da navi (MARPOL)
- Accordo sugli stock ittici (UNFSA)
- Codice di condotta per la pesca responsabile (CCRF)
- Convenzione di Barcellona
- Protocollo di Cartagena
- Protocollo di Nagoya
- Convenzione sulla protezione del Mar Nero contro l’inquinamento (Convenzione di Bucarest)
- Commissione internazionale per la protezione del fiume Danubio
- Barbados Programme of Action (BPOA)
- Global Programme of Action (GPA)
- Forum delle Nazioni Unite sulle foreste (UNFF)
- Programma strategico di Poznań sul trasferimento di tecnologie

## Pubblicazioni
- (EN) Instrument for the Establishment of the Restructured Global Environment Facility (PDF), Washington, Global Environment Facility, settembre 2019.
- (EN) GEF Secretariat, Guidance from the Conference of the Parties and Responses by the Global Environment Facility: COP1 - COP25 (PDF), The Global Environment Facility, 28 ottobre 2021.
- (EN) GEF Secretariat, Reflecting on 30 Years of the GEF (PDF), The Global Environment Facility, 10 dicembre 2021, ISBN 978-1-948690-89-8.